# Lijst van spelers van het Chileense voetbalelftal
Deze lijst van spelers van het Chileens voetbalelftal geeft een overzicht van alle voetballers die minimaal veertig interlands achter hun naam hebben staan voor Chili. Vetgedrukte spelers zijn in 2024 nog voor de nationale ploeg uitgekomen.

## Overzicht
- Bijgewerkt tot en met de Copa América-wedstrijd tegen Canada op 29 juni 2024

| Naam speler          | Debuut | Laatst | Interlands | Goals |
| -------------------- | ------ | ------ | ---------- | ----- |
| Alexis Sánchez       | 2006   | 2024   | 166        | 51    |
| Gary Medel           | 2007   | 2024   | 161        | 7     |
| Claudio Bravo        | 2004   | 2024   | 150        | 0     |
| Arturo Vidal         | 2007   | 2024   | 142        | 34    |
| Mauricio Isla        | 2007   | 2024   | 142        | 5     |
| Gonzalo Jara         | 2006   | 2019   | 115        | 3     |
| Eduardo Vargas       | 2009   | 2024   | 112        | 42    |
| Jean Beausejour      | 2004   | 2021   | 109        | 6     |
| Charles Aránguiz     | 2009   | 2023   | 101        | 7     |
| Leonel Sánchez       | 1955   | 1968   | 85         | 23    |
| Jorge Valdivia       | 2004   | 2017   | 78         | 7     |
| Matías Fernández     | 2005   | 2016   | 74         | 14    |
| Nelson Tapia         | 1994   | 2005   | 73         | 0     |
| Alberto Fouilloux    | 1960   | 1972   | 70         | 12    |
| Marcelo Salas        | 1994   | 2007   | 70         | 37    |
| Eugenio Mena         | 2010   | 2024   | 70         | 3     |
| Fabián Estay         | 1990   | 2001   | 69         | 5     |
| Iván Zamorano        | 1987   | 2001   | 69         | 34    |
| Pablo Contreras      | 1999   | 2012   | 67         | 2     |
| Javier Margas        | 1990   | 2000   | 63         | 6     |
| Miguel Ramírez       | 1991   | 2003   | 62         | 1     |
| Marcelo Díaz         | 2011   | 2017   | 61         | 1     |
| Clarence Acuña       | 1995   | 2004   | 61         | 3     |
| Humberto Suazo       | 2005   | 2013   | 60         | 21    |
| Juan Carlos Letelier | 1979   | 1989   | 57         | 18    |
| Mark González        | 2003   | 2016   | 56         | 6     |
| José Fuenzalida      | 2008   | 2022   | 55         | 5     |
| Pedro Reyes          | 1994   | 2001   | 55         | 4     |
| José Luis Sierra     | 1991   | 2000   | 54         | 8     |
| Jaime Pizarro        | 1987   | 1993   | 53         | 3     |
| Erick Pulgar         | 2015   | 2024   | 52         | 4     |
| Sergio Livingstone   | 1941   | 1954   | 52         | 0     |
| Nelson Parraguez     | 1991   | 2001   | 52         | 0     |
| Carlos Carmona       | 2008   | 2017   | 50         | 1     |
| Ronald Fuentes       | 1991   | 2000   | 50         | 1     |
| Pedro Araya          | 1964   | 1972   | 50         | 11    |
| Francisco Valdés     | 1962   | 1975   | 50         | 9     |
| Carlos Caszely       | 1969   | 1985   | 49         | 29    |
| Alberto Quintano     | 1967   | 1979   | 49         | 0     |
| Roberto Rojas        | 1983   | 1989   | 49         | 0     |
| Guillermo Maripán    | 2017   | 2024   | 48         | 2     |
| Paulo Díaz           | 2015   | 2024   | 48         | 1     |
| Mario Soto           | 1975   | 1985   | 48         | 1     |
| Elías Figueroa       | 1966   | 1982   | 47         | 2     |
| Esteban Valencia     | 1994   | 2001   | 47         | 4     |
| Rodolfo Dubó         | 1977   | 1985   | 46         | 3     |
| Jaime Ramírez        | 1954   | 1966   | 46         | 12    |
| Ricardo Rojas        | 1994   | 2006   | 46         | 1     |
| René Valenzuela      | 1979   | 1985   | 46         | 0     |
| David Pizarro        | 1999   | 2015   | 46         | 2     |
| Ramiro Cortés        | 1952   | 1960   | 45         | 1     |
| Miguel Ángel Neira   | 1976   | 1985   | 45         | 4     |
| Marcelo Pinilla      | 2003   | 2016   | 45         | 8     |
| Fabián Orellana      | 2008   | 2021   | 44         | 2     |
| Lizardo Garrido      | 1981   | 1991   | 44         | 0     |
| Claudio Maldonado    | 2000   | 2010   | 44         | 1     |
| Patricio Yáñez       | 1979   | 1994   | 43         | 5     |
| Enrique Hormazábal   | 1950   | 1963   | 42         | 17    |
| Esteban Paredes      | 2006   | 2018   | 42         | 12    |
| Adolfo Nef           | 1969   | 1977   | 42         | 0     |
| Waldo Ponce          | 2006   | 2011   | 42         | 4     |
| Alejandro Hisis      | 1981   | 1989   | 41         | 2     |
| Misael Escuti        | 1953   | 1963   | 40         | 0     |
| Leonel Herrera       | 1971   | 1985   | 40         | 0     |
| Reinaldo Navia       | 1999   | 2007   | 40         | 10    |

FFCh · A-internationals · Selecties · Bondscoaches · Chileens vrouwenelftal · Olympisch elftal · Chili U21 · Chili U20 · Chili U19 · Chili U18 · Chili U17
1910 – 1919 ·
1920 – 1929 ·
1930 – 1939 ·
1940 – 1949 ·
1950 – 1959 ·
1960 – 1969 ·
1970 – 1979 ·
1980 – 1989 ·
1990 – 1999 ·
2000 – 2009 ·
2010 – 2019 ·
2020 – 2029
WK 1930 · 
WK 1950 · 
WK 1962 · 
WK 1966 · 
WK 1974 · 
WK 1982 · 
WK 1998 · 
WK 2010 · 
WK 2014
OS 1928 · 
OS 1952 · 
OS 1984 · 
OS 2000
1910 · 
1911 · 1912 · 
1913 · 
1914 · 1915 · 
1916 · 
1917 · 
1918 · 
1919 · 
1920 · 
1921 · 
1922 · 
1923 · 
1924 · 
1925 · 
1926 · 
1927 · 
1928 · 
1929 · 
1930 · 
1931 · 1932 · 1933 · 1934 · 
1935 · 
1936 · 
1937 · 
1938 · 
1939 · 
1940 · 
1941 · 
1942 · 
1943 · 1944 · 
1945 · 
1946 · 
1947 · 
1948 · 
1949 · 
1950 · 
1951 · 
1952 · 
1953 · 
1954 · 
1955 · 
1956 · 
1957 · 
1958 · 
1959 · 
1960 · 
1961 · 
1962 · 
1963 · 
1964 · 
1965 · 
1966 · 
1967 · 
1968 · 
1969 · 
1970 · 
1971 · 
1972 · 
1973 · 
1974 · 
1975 · 
1976 · 
1977 · 
1978 · 
1979 · 
1980 · 
1981 · 
1982 · 
1983 · 
1984 · 
1985 · 
1986 · 
1987 · 
1988 · 
1989 · 
1990 ·
1991 · 
1992 · 
1993 · 
1994 · 
1995 · 
1996 · 
1997 · 
1998 · 
1999 · 
2000 · 
2001 · 
2002 · 
2003 · 
2004 · 
2005 · 
2006 · 
2007 · 
2008 · 
2009 · 
2010 · 
2011 · 
2012 · 
2013 · 
2014 · 
2015 · 
2016 ·
2017 ·
2018 ·
2019 ·
2020 ·
2021 ·
2022 ·
2023 ·
2024
Albanië ·
Algerije ·
Argentinië ·
Armenië ·
Australië ·
België ·
Bolivia ·
Bosnie en Herzegovina ·
Brazilië ·
Bulgarije ·
Burkina Faso ·
Canada ·
China ·
Colombia ·
Costa Rica ·
Cuba ·
DDR ·
Denemarken ·
Dominicaanse Republiek ·
Duitsland ·
Ecuador ·
Egypte ·
El Salvador · 
Engeland ·
Estland ·
Finland ·
Frankrijk ·
Ghana · 
Griekenland ·
Guatemala ·
Guinee ·
Haïti ·
Honduras ·
Hongarije ·
Ierland ·
IJsland ·
Irak ·
Iran ·
Israël ·
Italië ·
Ivoorkust ·
Jamaica ·
Japan ·
Joegoslavië ·
Kameroen ·
Kroatië ·
Litouwen ·
Marokko ·
Mexico ·
Nederland ·
Nieuw-Zeeland · 
Noord-Ierland ·
Noord-Korea ·
Oekraïne · 
Oman · 
Oostenrijk ·
Palestina ·
Panama · 
Paraguay ·
Peru ·
Polen ·
Portugal · 
Qatar ·
Roemenië · 
Rusland ·
Saoedi-Arabië ·
Schotland ·
Senegal ·
Servië ·
Slowakije ·
Sovjet-Unie ·
Spanje ·
Togo ·
Trinidad en Tobago ·  
Tsjecho-Slowakije ·
Tunesië · 
Turkije · 
Uruguay ·
Venezuela ·
Verenigde Arabische Emiraten ·
Verenigde Staten ·
Wales ·
Zambia ·
Zuid-Afrika ·
Zuid-Korea ·
Zweden ·
Zwitserland
Algerije (1982) · 
Australië (2014) · 
Brazilië (2014) · 
Honduras (2010) · 
Nederland (2014) · 
Oostenrijk (1982) · 
Spanje (2010) · 
Spanje (2014) · 
West-Duitsland (1982) · 
Zwitserland (2010)